# Dendropsophus goughi
Dendropsophus goughi es una especie de anfibio de la familia Hylidae. Es endémica de Trinidad.  Científicos lo han encontrado a una altitud tan alta como 1200 metros sobre el nivel del mar.
Los científicos solían pensar que esta era la misma especie de rana que Dendropsophus microcephalus.